# Porjus
Porjus – miejscowość (tätort) w Szwecji, w regionie administracyjnym (län) Norrbotten, w gminie Jokkmokk.
Według danych Szwedzkiego Urzędu Statystycznego liczba ludności wyniosła: 240 (31 grudnia 2015), 268 (31 grudnia 2018) i 261 (31 grudnia 2019).